# Quai d'Orsay
Quai d'Orsay je nábřeží v Paříži v 7. obvodu, část levého břehu řeky Seiny a stejnojmenná ulice, které kolem něho vede. Na východ, za Palais Bourbon a Pont de la Concorde přechází v Quai Anatole-France, na západ za Pont de l'Alma v Quai Branly. Název nábřeží metonymicky označuje francouzské ministerstvo zahraničních věcí, které zde sídlí.

## Historie
Nábřeží bylo vybudováno v roce 1705 a své jméno získalo podle Charlese Bouchera d’Orsay, rady Pařížského parlamentu, který během výstavby zastával funkci prévôt des marchands.
V roce 1941 byla západní část nábřeží vyčleněna jako samostatné nábřeží Quai Branly.

## Významné budovy
Francouzské ministerstvo zahraničních věcí sídlí na Quai d'Orsay, proto se jemu samotnému často říká Quai d'Orsay (synekdocha). Stavba budovy ministerstva zahraničních věcí začala v roce 1844 a skončila v roce 1855. Sochy na fasádě vyhotovil Henri Triqueti (1870).
U nábřeží stojí také Musée d'Orsay, slavné pro své sbírky francouzského umění 19. století. Samotné nábřeží hrálo významnou roli ve francouzském umění - právě odtud francouzští malíři často malovali řeku Seinu.